# Augusta (Italia)

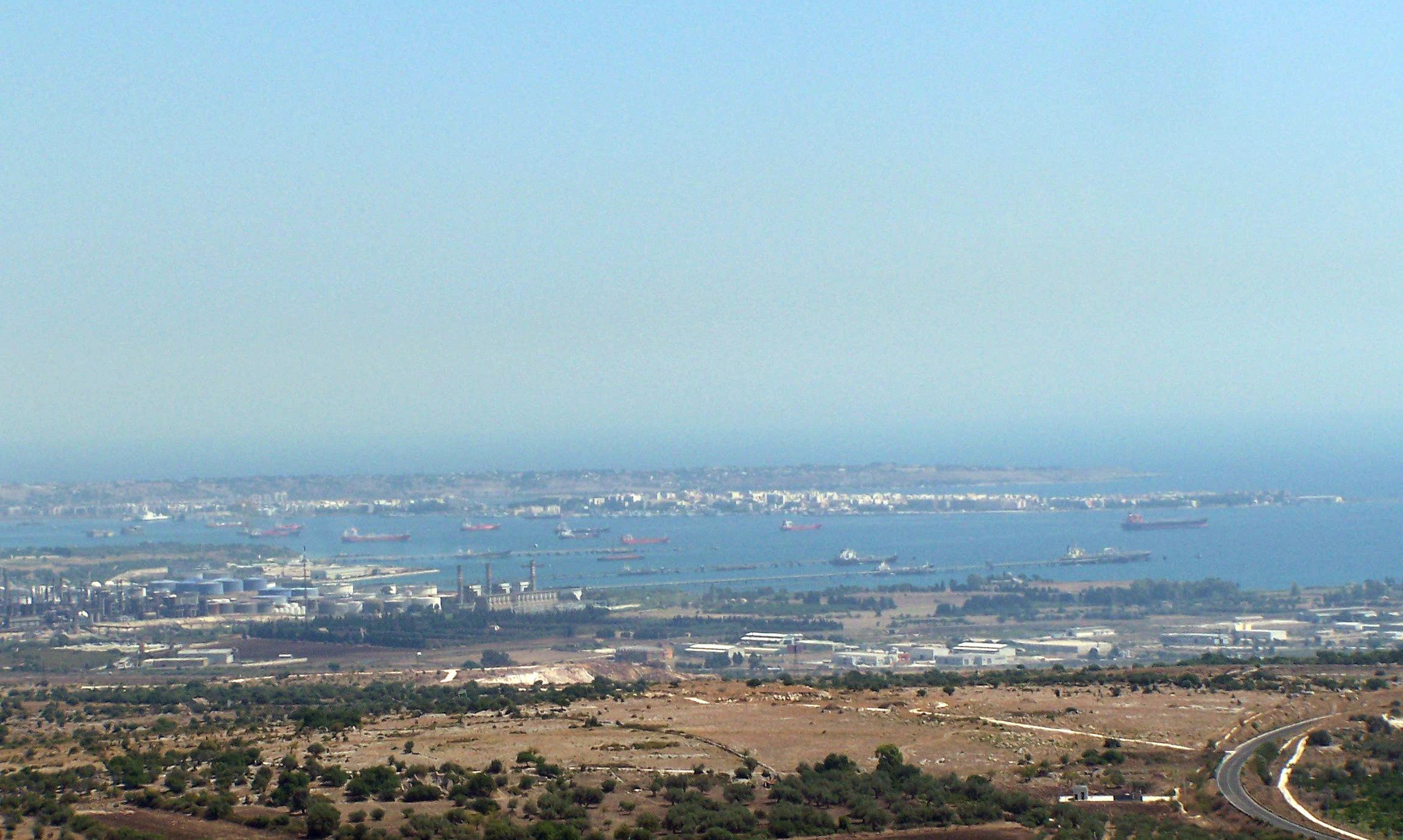
Bahía de Augusta, Sicilia.

Augusta (en siciliano Austa) es un municipio italiano situado en la costa oriental de Sicilia de 34.174 habitantes (2001), en la provincia de Siracusa.
La ciudad es uno de los principales puertos de Italia, debido a sus refinerías de petróleo (Exxon Mobil). El nombre de la ciudad proviene del título imperial de «Augusto» de Federico II Hohenstaufen, cuando en el año 1232 la fundó.

## Historia

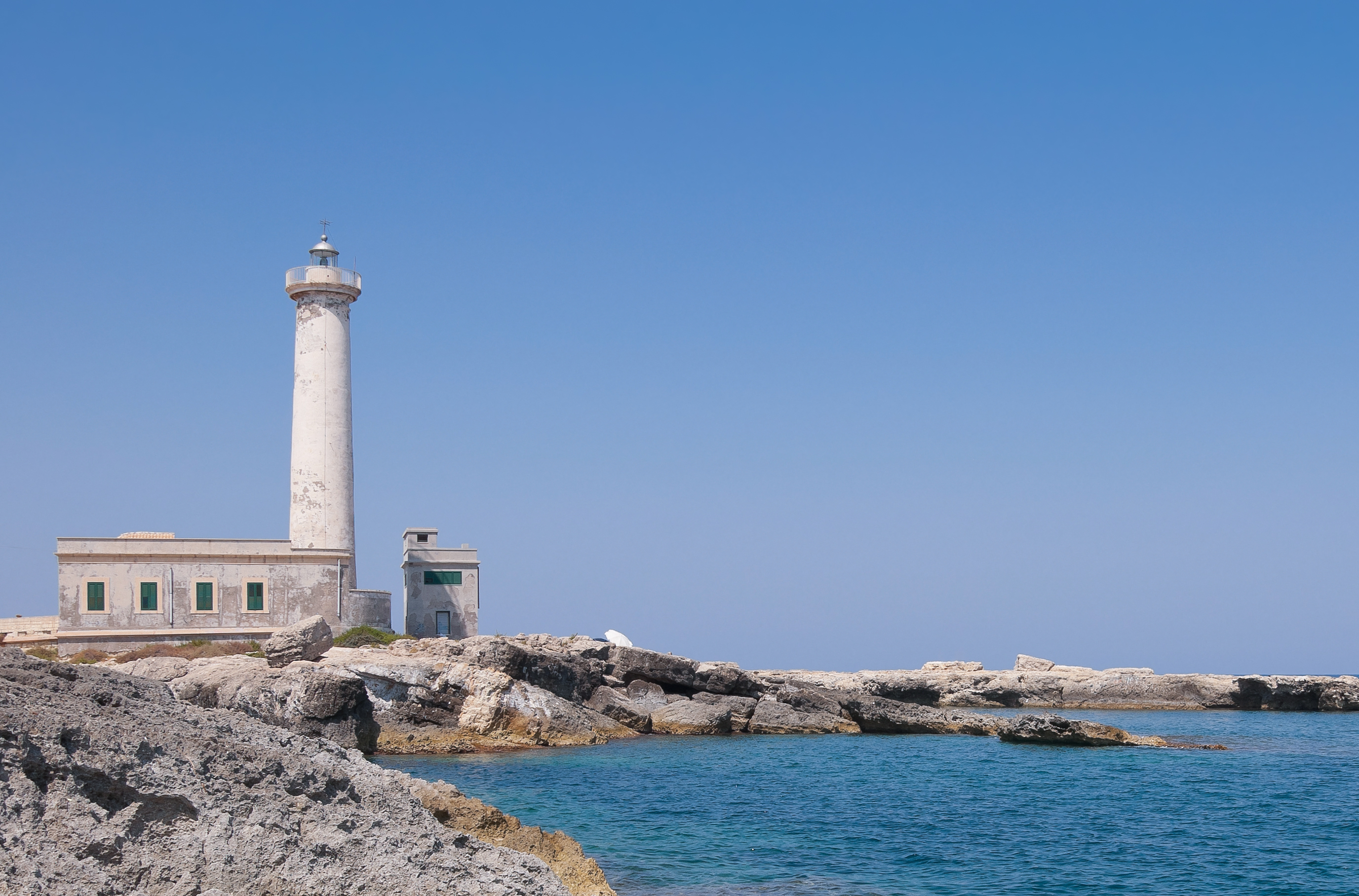
Faro de "Santa Croce" en Augusta.

Augusta fue fundada en el siglo XIII por el emperador y rey de Sicilia Federico II de Hohenstaufen, cerca de la antigua colonia griega de Megara Hiblea.
Debido a su posición estatégica, fue un importante puerto militar de la Corona de Aragón contra los turcos, y el centro militar siciliano más importante durante la Segunda Guerra Mundial.
Fue tomada el 13 de julio de 1943 por el Octavo Ejército inglés comandado por el general británico Montgomery. 
La ciudad sufrió importantes daños en el terremoto de 1693 y por los bombardeos de 1943, así como últimamente por el movimiento sísmico de 1990.
Está muy cerca de Siracusa.

## Evolución demográfica
| Gráfica de evolución demográfica de Augusta entre 1861 y 2001 |
|                                                               |
| Fuente ISTAT - Elaboración gráfica por parte de Wikipedia     |